# Virginia Kravarioti
Virginia Kravarioti (grekiska: Βιργινία Κραβαριώτη), född 27 april 1984 i Aten i Grekland, är en grekisk seglare. I olympiska sommarspelen 2004 i Aten kom hon på en nionde plats i Europajolle. Kravarioti tog en olympisk bronsmedalj i Yngling tillsammans med Sofia Bekatorou och Sofia Papadopoulou vid olympiska sommarspelen 2008.